# Ederson Bruno Domingos
Ederson Bruno Domingos (født 21. august 1989) er en brasiliansk fodboldspiller.